# Judith Kauffmann
Judith Kauffmann (* 1949 in Neustadt an der Haardt als Judith Seise) ist eine deutsche Journalistin und Fernsehmoderatorin. Bekannt wurde sie u. a. dadurch, dass sie mehr als 20 Jahre lang die Landesschau Rheinland-Pfalz des Südwestrundfunks (SWR) moderierte. Sie lebt in Speyer und befindet sich seit 2014 im Ruhestand.

## Ausbildung
Kauffmann besuchte in ihrer pfälzischen Geburtsstadt das Kurfürst-Ruprecht-Gymnasium. Anschließend wurde sie freie Mitarbeiterin beim Pfälzer Tageblatt, das später in der Tageszeitung Die Rheinpfalz aufging. Nach einer Zwischenstation bei der Speyerer Tagespost kam Kauffmann im Herbst 1975 zum Südwestfunk (SWF), der 1998 mit dem Süddeutschen Rundfunk (SDR) zum Südwestrundfunk fusionierte.

## Beruf
Zunächst arbeitete Kauffmann als Radioreporterin für das SWF-Studio Ludwigshafen, ehe sie als Moderatorin zu Südwest 3 wechselte. Sie berichtete live von Umzügen und Volksfesten, beispielsweise vom Neustadter Winzerfestzug, dem Höhepunkt des Deutschen Weinlesefestes, und vom Rheinland-Pfalz-Tag. Die Sendereihe Glaskasten führte sie durch ganz Rheinland-Pfalz. Zudem moderierte sie das Freizeitmagazin Alla hopp und die Sportsendung Flutlicht. Seit 2005 lief innerhalb der Landesschau einmal wöchentlich die Sendung Judith trifft, in der „ganz normale Menschen in ihrem Alltag, bei ihrer Arbeit, an ihrem Platz im Leben“ porträtiert wurden. Zum 1. Juli 2014 trat Kauffmann beim SWR in den Ruhestand.
Sechs Jahre lang stand Kauffmann in der Reihe Himmel un Erd zusammen mit dem Koch Johann Lafer hinter dem Herd. Aus ihrer Kochleidenschaft entstand 2004 auch ihr Buch über den Pfälzer Saumagen. 2020 gab sie ihre Autobiographie mit „Lebens-Geschichten in Kochrezepten“ heraus.
Für ihre Heimatverbundenheit wurde Kauffmann 2002 bei den Bockenheimer Mundarttagen mit dem Preis der Emichsburg ausgezeichnet. In ihrer Freizeit agiert sie als Mitglied der Neustadter Schauspielgruppe, der sie bereits seit 1964 angehört und die während des Sommerhalbjahrs im Park des Kulturhauses Villa Böhm auftritt.

## Werke
- Judith Kauffmann: Der Saumagen. Entdeckungsreise ins Innere eines Pfälzer Küchenklassikers. Hrsg.: Detlev Janik. Verlag Plöger Medien, Annweiler am Trifels 2004, ISBN 3-89857-204-8.
- Judith Kauffmann: Nix Besseres wie was Gutes. Meine Lebens-Geschichten in Kochrezepten. Leinpfad-Verlag, Ingelheim am Rhein 2020, ISBN 978-3-945782-68-2.